# Однорідні диференціальні рівняння
Диференціальне рівняння називається однорідним у одному з двох аспектів.
Звичайне диференціальне рівняння першого порядку називається однорідним, якщо його можна записати у вигляді
{\displaystyle f(x,y)\mathrm {d} y=g(x,y)\mathrm {d} x,}
де {\displaystyle f} та {\displaystyle g}  — однорідні функції від {\displaystyle x} і {\displaystyle y} однакового степеня. У цьому випадку підстановка {\displaystyle y=ux} приводить до рівняння вигляду
{\displaystyle {\frac {\mathrm {d} x}{x}}=h(u)\mathrm {d} u,}
що легко розв'язується інтегруванням лівої та правої частин.
Інакше, диференціальне рівняння називається однорідним, якщо воно є однорідною функцією від невідомої функції та її похідних.
У випадку лінійних диференціальних рівнянь це означає відсутність вільного члена.
Таким чином, рівняння
{\displaystyle a_{n}(x)y^{(n)}+\cdots +a_{2}(x)y''+a_{1}(x)y'+a_{0}(x)y=b(x)}
є однорідним, якщо {\displaystyle b(x)\equiv 0}.  У випадку {\displaystyle b(x)\neq 0} таке рівняння називають неоднорідним.
Розв'язки будь-якого лінійного звичайного диференціального рівняння будь-якого порядку можна вивести інтегруванням з розв'язку відповідного однорідного рівняння, отриманого вилученням вільного члена.

## Історія
Поняття однорідності було вперше застосовано до диференціальних рівнянь Йоганном Бернуллі у дев'ятому розділі його статті 1726 року De integraionibus aequationum differentialium (Про інтегрування диференціальних рівнянь).

## Однорідні диференціальні рівняння першого порядку
Звичайне диференціальне рівняння першого порядку вигляду
{\displaystyle M(x,y)\mathrm {d} x+N(x,y)\mathrm {d} y=0}
є однорідним, якщо обидві функції {\displaystyle M(x,y),~N(x,y)} є однорідними однакового степеня {\displaystyle n}.
Таким чином, помноживши кожну змінну на параметр {\displaystyle \lambda }, маємо
{\displaystyle M(\lambda x,\lambda y)=\lambda ^{n}M(x,y)} і
{\displaystyle N(\lambda x,\lambda y)=\lambda ^{n}N(x,y).}
Отже,
{\displaystyle {\frac {M(\lambda x,\lambda y)}{N(\lambda x,\lambda y)}}={\frac {M(x,y)}{N(x,y)}}.}

### Спосіб розв'язання
У співвідношенні
{\displaystyle {\frac {M(tx,ty)}{N(tx,ty)}}={\frac {M(x,y)}{N(x,y)}}}
покладемо {\displaystyle t={\frac {1}{x}}}, щоб перейти до функції однієї змінної {\displaystyle {\frac {y}{x}}}:
{\displaystyle {\frac {M(x,y)}{N(x,y)}}={\frac {M(tx,ty)}{N(tx,ty)}}={\frac {M(1,y/x)}{N(1,y/x)}}=f(y/x).}
Тобто
{\displaystyle {\frac {\mathrm {d} y}{\mathrm {d} x}}=-f(y/x).}
Робимо підстановку {\displaystyle y=ux}; диференціюємо застосовуючи правило добутку:
{\displaystyle {\frac {\mathrm {d} y}{\mathrm {d} x}}={\frac {\mathrm {d} (ux)}{\mathrm {d} x}}=x{\frac {\mathrm {d} u}{\mathrm {d} x}}+u{\frac {\mathrm {d} x}{\mathrm {d} x}}=x{\frac {\mathrm {d} u}{\mathrm {d} x}}+u.}
Таким чином, у рівнянні відокремлено змінні:
{\displaystyle x{\frac {\mathrm {d} u}{\mathrm {d} x}}=-f(u)-u}
або
{\displaystyle {\frac {1}{x}}{\frac {\mathrm {d} x}{\mathrm {d} u}}={\frac {-1}{f(u)+u}},}
яке вже можна проінтегрувати.

### Особливий випадок
Диференціальне рівняння першого порядку вигляду
{\displaystyle \left(ax+by+c\right)\mathrm {d} x+\left(ex+fy+g\right)\mathrm {d} y=0,}
де {\displaystyle a}, {\displaystyle b}, {\displaystyle c}, {\displaystyle e}, {\displaystyle f}, {\displaystyle g}  — константи та {\displaystyle af\neq be}, може бути зведено до однорідного за допомогою лінійної заміни змінних:
{\displaystyle t=x+\alpha ;\quad z=y+\beta ,}
де {\displaystyle \alpha } та {\displaystyle \beta }  — константи.

## Лінійні однорідні диференціальні рівняння
Лінійне диференціальне рівняння є однорідним, якщо воно є однорідним лінійним рівнянням від невідомої функції та її похідних. 
З цього випливає, що якщо {\displaystyle \varphi (x)} є розв'язком такого рівняння, то і {\displaystyle c\varphi (x)} також є його розв'язком для будь-якої відмінної від нуля константи {\displaystyle c}.
Щоб ця умова виконувалася, кожен ненульовий член лінійного диференціального рівняння повинен залежати від невідомої функції або від будь-якої її похідної.
Лінійне диференціальне рівняння, для якого ця умова не виконується, називається неоднорідним.
Лінійне диференціальне рівняння може бути представлене як лінійний оператор, що діє на {\displaystyle y(x),} де {\displaystyle x} зазвичай є незалежною змінною, а {\displaystyle y}  — залежною змінною. 
Таким чином, загальна форма лінійного однорідного диференціального рівняння має вигляд
{\displaystyle L(y)=0,}
де {\displaystyle L}  — диференціальний оператор, тобто сума похідних (у цьому випадку визначаємо «нульову похідну» як початкову функцію), помножених на функції {\displaystyle f_{i}}, що залежать від {\displaystyle x}:
{\displaystyle L=\sum _{i=0}^{n}f_{i}(x){\frac {\mathrm {d} ^{i}}{\mathrm {d} x^{i}}},}
де функції {\displaystyle f_{i}} можуть бути константами, але не можуть усі одночасно дорівнювати нулю.
Наприклад, таке лінійне диференціальне рівняння є однорідним:
{\displaystyle \operatorname {tg} (2x){\frac {\mathrm {d} ^{2}y}{\mathrm {d} x^{2}}}+2{\frac {\mathrm {d} y}{\mathrm {d} x}}+3y=0,}
тоді як наступні два рівняння є неоднорідними:
{\displaystyle \operatorname {tg} (2x){\frac {\mathrm {d} ^{2}y}{\mathrm {d} x^{2}}}+2{\frac {\mathrm {d} y}{\mathrm {d} x}}+3y=\cos(x);}
{\displaystyle x^{3}{\frac {\mathrm {d} ^{2}y}{\mathrm {d} x^{2}}}-3x{\frac {\mathrm {d} y}{\mathrm {d} x}}+xy=2.}
Присутність вільного члена є достатньою умовою того, що рівняння є неоднорідним.